# 아담 라이너
아담 라이너(Adam Rainer, 1899년 ~ 1950년 3월 4일)는 오스트리아-헝가리 사람이었다. 그는 기록된 역사상 난쟁이이자 거인이었던 유일한 사람이다. 그는 말단비대증을 앓은 것으로 추정된다.

## 생애

### 왜소증
아담 라이너는 1899년 오스트리아-헝가리(현 오스트리아)의 그라츠에서 태어났다. 어렸을 때 라이너는 매우 작고 마르고 허약한 것으로 묘사되었다. 1917년 18세 때 그의 키는 122.55cm(4피트 0.25인치)였다. 따라서 그는 제1차 세계 대전에 참전하기 위해 오스트리아-헝가리 군대에 입대하는 것이 거부되었다. 왜소증의 전형적인 정의 특징은 성인 키가 147cm(4피트 10인치) 미만이라는 것이다.

### 거대증
몇 년 후, 아마도 나중에 밝혀진 뇌하수체 종양의 결과로 라이너는 급격한 성장을 보였다. 20대 초반부터 30대 초반까지 그는 연간 평균 9.14cm(3.16인치)의 속도로 키가 커졌다. 1932년(33세)에 Rainer의 키는 218cm(7ft 2in)에 도달했다. 그는 19세에 미국 신발 사이즈 10(EUR 사이즈 43)에서 불과 3년 후에 사이즈 20(EUR 57.5)으로 바뀌었다.
두 명의 의사가 1930년 8월부터 1931년 5월까지 라이너를 자세히 검사했는데 당시 그의 키는 216cm였다. 엄청난 성장을 담당하는 양성 뇌하수체 샘종이 발견되었다. 오스카 허쉬(Oskar Hirsch) 박사는 선종을 제거했다.
종양을 제거하기 전에 라이너는 이미 뇌하수체 기능 장애와 그에 따른 빠른 성장으로 인해 약해지고 서있을 수 없었다. 수술 직후 라이너는 "노인을 위한 집"에 들어가 남은 생애 동안 살았다. 1950년 3월 4일 51세의 나이로 사망했을 때 그의 최종 키는 234cm(7피트 8인치)였다.